# وزارة المرأة والأسرة وتنمية المجتمع (ماليزيا)
تعد وزارة المرأة والأسرة وتنمية المجتمع (وتُعرف باللغة الميلاوية باسم Kementerian Pembangunan Wanita, Keluarga dan Masyarakat) واختصارًا باسم KPWKM، وزارة تابعة لحكومة ماليزيا تضطلع بقضايا الرعاية الاجتماعية التي تشمل: الأطفال والنساء والأسرة والمجتمع والمسنين والمعدمين والمشردين وضحايا الكوارث والمعاقين. وتحدد الوزارة السياسات والتوجيهات لتحقيق أهداف المساواة بين الجنسين وتنمية الأسرة ومجتمع الرعاية وفقًا لالتزام ماليزيا باتفاقية الأمم المتحدة للقضاء على جميع أشكال التمييز ضد المرأة وإعلان بيجين. واعتبارًا من 21 مايو 2018، ترأس وان عزيزة بنت وان إسماعيل الوزارة، كما تشغل أيضًا منصب نائب رئيس الوزراء. وتشغل هانا يوه تسيو سوان حاليًا منصب نائب الوزير.

## الخلفية التاريخية
في أعقاب المؤتمر العالمي الرابع المعني بالمرأة الذي نظمته الأمم المتحدة في بكين بالصين في عام 1995، بُذلت جهود لإنشاء هيئة على مستوى مجلس الوزراء لمساعدة الحكومة الماليزية في تحقيق تطلعاتها إزاء رفع مكانة المرأة.
أُسست وزارة المرأة والأسرة وتنمية المجتمع رسميًا في 17 يناير 2001 بصفتها وزارة شؤون المرأة بالتعاون مع داتوك سيري شهريزات عبد الجليل بصفتها أول وزير على مستوى مجلس الوزراء يركز فقط على تنمية المرأة. ووسع نطاق الوزارة ليشمل تنمية الأسرة كما تم تغيير الاسم ليصبح وزارة المرأة وتنمية الأسرة في 15 فبراير 2001. وفي عام 2004، تم توسيع نطاقه ليشمل الرعاية الاجتماعية والتنمية واعتمدت الوزارة اسمها الحالي في 27 مارس 2004.
وعقب الانتخابات العامة الرابعة عشرة، عُيّنت نائب رئيس الوزراء عزيزة إسماعيل التي تنتمي إلى حزب عدالة الشعب (PKR)، وزيرة لشؤون المرأة والأسرة وتنمية المجتمع في 21 مايو 2018. لقد خلفت واي بي داتو سري روحاني عبد الكريم (PBB). وقد أدت السيدة هانا يوه، الرئيس السابق للجمعية التشريعية لولاية سيلانجور، اليمين الدستورية كنائب للوزير في 2 يوليو 2018.
تتمثل الإدارات والوكالات التالية العاملة تحت اختصاص الوزارة فيما يلي:
- إدارة تنمية المرأة

في عام 1975، أنشأت الحكومة المجلس الاستشاري الوطني لإدماج المرأة في التنمية (NACIWID) كآلية لضمان مشاركة المرأة في عملية التنمية. وفي عام 1983، أُنشئت أمانة شؤون المرأة (HAWA) في إدارة رئيس الوزراء لتتولى مهام أمانة NACIWID. منذ عام 1997، عملت أمانة شؤون المرأة كإدارة تابعة لوزارة الوحدة الوطنية والتنمية الاجتماعية السابقة. وفي عام 2001، تبع اختصاص الإدارة تحت إدارة وزارة المرأة والأسرة وتنمية المجتمع التي تم تأسيسها في ذلك الوقت وإعادة هيكلتها لتصبح وزارة تنمية المرأة. وبحلول عام 2002، أنشأت إدارة تنمية المرأة مكاتب فرعية في كل ولاية في ماليزيا.
- دائرة الرعاية الاجتماعية

أُنشئت إدارة الرعاية الاجتماعية (SWD) بشكل مبدأي في عام 1946 كإدارة رعاية اجتماعية في مالايا. وقد تطورت في أداء دورها في التنمية الوطنية. وانتقلت من الانخراط في بداية الأمر في التخفيف من المشاكل الاجتماعية الناجمة عن فترة ما بعد الحرب المباشرة ليتسع دور ووظائف هذه الدائرة لتشمل خدمات الوقاية وإعادة التأهيل في القضايا الاجتماعية وكذلك تنمية المجتمع.
- المجلس الوطني للسكان والتنمية الأسرية

أُنشئ المجلس الوطني للسكان والتنمية الأسرية (NPFDB) في عام 1966 لتحسين حالة الصحة الإنجابية للنساء والرجال وتشجيع تنظيم الأسرة. وقد تطورت منذ ذلك الحين لتشمل أدوار السياسة والاستشارات من خلال مساعدة المخططين ومديري البرامج لإدماج التنمية السكانية والأسرية في تخطيط برامج التنمية القطاعية وكذلك تسهيل صناع السياسات على النظر في عوامل التنمية السكانية والأسرية عند صياغة سياسات واستراتيجيات التنمية الوطنية.
- المعهد الاجتماعي الماليزي

أُنشئ المعهد الاجتماعي الماليزي لتعزيز التدريب المهني وشبه المهني في مجال التدريب والبحث وكذلك التعليم الاجتماعي لجميع الأخصائيين الاجتماعيين من مختلف المستويات والمجموعات من داخل البلاد وخارجها بما في ذلك المنظمات غير الحكومية. ويشغل حاليًا مساحة 50 فدانًا (200000 متر مربع) في سونجاي بيسي إلى أن تم الانتهاء منه في عام 2001.
- مجلس المستشارين

في التعديل الوزاري لعام 2004، خضع مجلس المستشارين وإدارته إلى إشراف وزارة شؤون المرأة والأسرة وتنمية المجتمع. وعقب ذلك، وقاد الوحدة مسجل في وحدة إدارة المجلس. ويتحمل المجلس المسؤولية عن جميع المسائل المتعلقة بإنفاذ قانون المستشارين لعام 1998 [القانون رقم 580].

## الهيكل التنظيمي
- وزير المرأة والأسرة وتنمية المجتمع
  - نائب وزير شؤون المرأة والأسرة وتنمية المجتمع
  - النائب الثاني لوزير شؤون المرأة والأسرة وتنمية المجتمع
    - الأمين العام
    - تحت سلطة الأمين العام
    - الوحدة الوطنية لمنطقة النتائج الرئيسية
    - وحدة الاتصالات المؤسسية
    - وحدة الاستشارات القانونية
    - أمانة مجلس المستشارين
    - وحدة التدقيق الداخلي
    - وحدة النزاهة

  - نائب الأمين العام (العمليات)
    - قسم إدارة المعلومات
    - قسم التطوير
    - قسم الخدمات الإدارية
    - قسم الحسابات
    - قسم إدارة الموارد البشرية
    - قسم التمويل

  - نائب الأمين العام (الاستراتيجي)
    - قسم السياسات والتخطيط الاستراتيجي
    - قسم العلاقات الدولية
    - قسم التعاون الاستراتيجي

### الإدارات الاتحادية
1. دائرة الرعاية الاجتماعية، أو (Jabatan Kebajikan Masyarakat (JKM. (الموقع الرسمي)
2. إدارة تنمية المرأة، أو (Jabatan Pembangunan Wanita (JPW. (الموقع الرسمي)

### الوكالات الفيدرالية
1. المجلس الوطني للسكان وتنمية الأسرة، أو Lembaga Penduduk dan Pembangunan Keluarga Malaysia (LPPKN). (الموقع الرسمي)
2. معهد حركة عدم الانحياز لتمكين المرأة (NIEW)، أو معهد Pengupayaan Wanita bagi Anggota Negara-negara Berkecuali. (الموقع الرسمي)
3. المعهد الاجتماعي لماليزيا، أو معهد ماليزيا الاجتماعي (ISM). (الموقع الرسمي)
4. المؤسسة الوطنية للرعاية بماليزيا، أو (Yayasan Kebajikan Negara Malaysia (YKNM. (الموقع الرسمي)
5. مجلس المستشارين، أو (Lembaga Kaunselor Malaysia (LKM. (الموقع الرسمي)

## التشريعات الرئيسية
تُسند مجموعة من القوانين البرلمانية إلى الوزارة أو تسير عليها بموجبها. وتشمل ما يلي:
| القوانين البرلمانية                                                                       | سلطة إنفاذ القانون                                           |
| قانون التبني لعام 1954 [قانون رقم 257]                                                    | ذو صلة بالوزارة، لكن يتم تنفيذه بواسطة وزارة أو وكالة أخرىس. |
| قانون مراكز الرعاية لعام 1993 [قانون رقم 503]                                             | تحت اختصاص وزارة الرعاية الاجتماعية.                         |
| قانون الطفل لعام 2001 [قانون رقم 611]                                                     | تحت اختصاص وزارة الرعاية الاجتماعية.                         |
| قانون مراكز رعاية الأطفال لعام 1984 [قانون رقم 308]                                       | تحت اختصاص وزارة الرعاية الاجتماعية.                         |
| قانون المستشارين لعام 1998 [قانون رقم 580]                                                | تحت اختصاص مجلس المستشارين.                                  |
| قانون المعدمين لعام 1977 [قانون رقم 183]                                                  | تحت اختصاص وزارة الرعاية الاجتماعية.                         |
| قانون العنف المنزلي لعام 1994 [قانون رقم 521]                                             | تحت اختصاص وزارة الرعاية الاجتماعية.                         |
| القانون الإصلاحي (الزواج والطلاق) لعام 1976 [قانون رقم 164]                               | ذو صلة بالوزارة، لكن يتم تنفيذه بواسطة وزارة أو وكالة أخرى.  |
| قانون أوامر النفقة (تسهيلات إنفاذ النفقة) [قانون رقم 34]                                  | ذو صلة بالوزارة، لكن يتم تنفيذه بواسطة وزارة أو وكالة أخرى.  |
| قانون المرأة المتزوجة لعام 1957 [قانون رقم 450]                                           | ذو صلة بالوزارة، لكن يتم تنفيذه بواسطة وزارة أو وكالة أخرى.  |
| قانون الزواج من النساء والأطفال (النفقة) لعام 1950 [قانون رقم 263]                        | ذو صلة بالوزارة، لكن يتم تنفيذه بواسطة وزارة أو وكالة أخرى.  |
| قانون الزواج من النساء والأطفال (إنفاذ النفقة) لعام 1968 [قانون رقم 794] -المعدل عام 2017 | ذو صلة بالوزارة، لكن يتم تنفيذه بواسطة وزارة أو وكالة أخرى.  |
| قانون السكان وتنمية الأسرة لعام 1966 [قانون رقم 352]                                      | تحت سلطة المجلس الوطني للسكان وتنمية الأسرة.                 |
| قانون تسجيل التبني لعام 1952 [قانون رقم 253]                                              | ذو صلة بالوزارة، لكن يتم تنفيذه بواسطة وزارة أو وكالة أخرى.  |

## المبادرات

### الاستراتيجيات
- ضمان إدراج المنظور الجنساني والأسرة والمجتمع في صياغة السياسات والخطط وكذلك في تنفيذ البرامج؛
- غرس القيم العائلية الإيجابية بين الناس من خلال العمل مع الوكالات الحكومية والقطاع الخاص والمنظمات غير الحكومية؛
- مراجعة القوانين واللوائح الحالية واقتراح تشريعات جديدة قادرة على توفير حماية أفضل لسبل معيشية النساء والأسرة والمجتمع وتطورهم؛
- إجراء البحوث والتطوير في مجال المساواة بين الجنسين والسكان والأسرة وتنمية المجتمع من أجل إدخال مناهج مبتكرة في تخطيط البرامج وتنفيذها؛
- تطوير وتعزيز قاعدة بيانات اجتماعية شاملة ومتكاملة لغرض تخطيط ومراقبة وتقييم برامج الفئات المستهدفة؛
- زيادة مستوى المهارات والمعرفة وكذلك لتمكين الفئات المستهدفة لتمكين مشاركتها الفعالة في المباني الوطنية؛
- زيادة وتنويع الفرص المتاحة للفئات المستهدفة نحو تعزيز مشاركتها الفعالة في بناء الأمة؛
- تعزيز الربط الشبكي على الصعيدين الوطني والدولي لتسهيل تبادل المعلومات والخبرات؛
- إنشاء آلية فعالة للرصد والتقييم لتحسين تنفيذ السياسات والبرامج؛
- زيادة الوصول إلى تكنولوجيا المعلومات والاتصالات (ICT) للنساء والأسر والمجتمع؛
- توحيد وتعزيز نظم تقديم الخدمات على جميع المستويات من خلال الموارد البشرية المهنية والأمثل، والإدارة المالية والتكنولوجيا؛
- نشر المعلومات حول المرافق والخدمات التي تقدمها مختلف الوكالات والمنظمات لفائدة النساء والأسرة والمجتمع.

### السياسات
تشمل المبادئ التوجيهية للسياسة التي وُضعت واعتمدت حتى الآن:
- السياسة الاجتماعية الوطنية

تسعى السياسة الاجتماعية الوطنية (NSP)، التي اعتمدتها الحكومة رسمياً في عام 2003، إلى إنشاء مجتمع ماليزي تقدمي راسخ، مع إتاحة الفرصة لكل عضو لتطوير إمكاناته / قدراتها إلى الحد الأمثل في بيئة اجتماعية صحية تستند إلى صفات الوحدة والمرونة والديمقراطية، والأخلاق والتسامح والتقدم والرعاية والإنصاف.
- السياسة الوطنية للمرأة

تتمثل الأهداف الرئيسية لهذه السياسة في ضمان التقاسم العادل في الحصول على الموارد والمعلومات وفرص التنمية وفوائدها للرجال والنساء. يجب أن تكون أهداف المساواة والعدالة هي جوهر سياسات التنمية التي يجب أن تكون موجهة إزاء الناس حتى تتمكن النساء، اللائي يشكلن نصف سكان البلاد، من المساهمة وتحقيق إمكاناتهن على النحو الأمثل؛ وإدماج المرأة في جميع قطاعات التنمية وفقا لقدراتها واحتياجاتها، من أجل تحسين نوعية الحياة، والقضاء على الفقر والجهل والأمية، وضمان أمة مسالمة ومزدهرة. وحصلت وزارة المرأة والأسرة وتنمية المجتمع أيضًا على الحكومة للموافقة على تحقيق تقليد لا يقل عن 30٪ من النساء في مناصب صنع القرار في القطاع العام.
- السياسة الوطنية للرعاية الاجتماعية

من أجل السعي لتحقيق مجتمع قانع وقوي من أجل التنمية الوطنية، يجب على السياسة الوطنية للرعاية الاجتماعية تطوير إمكانات الإنسان إلى الحد الأمثل وتعزيز المجتمع لمواجهة التحديات الاجتماعية الحالية، وإنشاء مرافق مختلفة لتعزيز التنمية الذاتية إلى جانب تنمية الفرد، وبناء وغرس روح المساعدة المتبادلة لتعزيز ثقافة الرعاية.
- السياسة الوطنية للمسنين

تم تبني هذه السياسة لتأسيس مجتمع من كبار السن قانع، يتمتع بالكرامة، ويمتلك إحساسًا كبيرًا بتقدير الذات. هذا وبالإضافة إلى سعيها لتحسين إمكاناتهم، وكذلك ضمان تمتعهم بجميع الفرص إلى جانب الحصول على الرعاية والحماية أفراد الأسرة والمجتمع والأمة.